# جيروم ديفيس (عالم اجتماع)
جيروم ديفيس (بالإنجليزية: Jerome Davis)‏ هو عالم اجتماع أمريكي، ولد في 2 ديسمبر 1891 في كيوتو في اليابان، وتوفي في 1979 في أولني في الولايات المتحدة.